# Dwór w Różance
Dwór w Różance – zabytkowy dwór wybudowany  XVII wieku, był siedzibą zarządu dóbr majątku Szczerba. Po 1945 roku zaczął niszczeć i obecnie jest w stanie ruiny.

## Położenie
Dwór leży na północnym skraju Różanki – wsi w Polsce, w województwie dolnośląskim, w powiecie kłodzkim, w gminie Międzylesie; w Sudetach, w Kotlinie Kłodzkiej,  w odległości około 8 km od Międzylesia.

## Historia
Dwór został wzniesiony w pierwszej połowie XVII wieku, w XVIII wieku został przebudowany. W budynku mieścił się zarząd dóbr majątku Szczerba. Dwór nie został zniszczony w czasie II wojny światowej. Po 1945 roku obiekt zaczął niszczeć, a brak gospodarza doprowadził zabytek do ruiny. Decyzją wojewódzkiego konserwatora zabytków z dnia 25 maja 1972 roku dwór został wpisany do rejestru zabytków.

## Architektura
Obecnie z barokowego dworu pozostały właściwie jedynie mury obwodowe. W ścianie szczytowej znajdują się dwie wnęki z rzeźbami Matki Bożej i św. Floriana. Oprócz resztek budynku głównego zachowały się: murowany gołębnik pochodzący z drugiej połowy XIX wieku, drewniana wozownia z połowy XIX wieku, a także parterowa oficyna mieszkalna pochodząca z 1879 roku. Aktualnie zamieszkała jest tylko oficyna (obecny dom nr 1). 